# Webinario

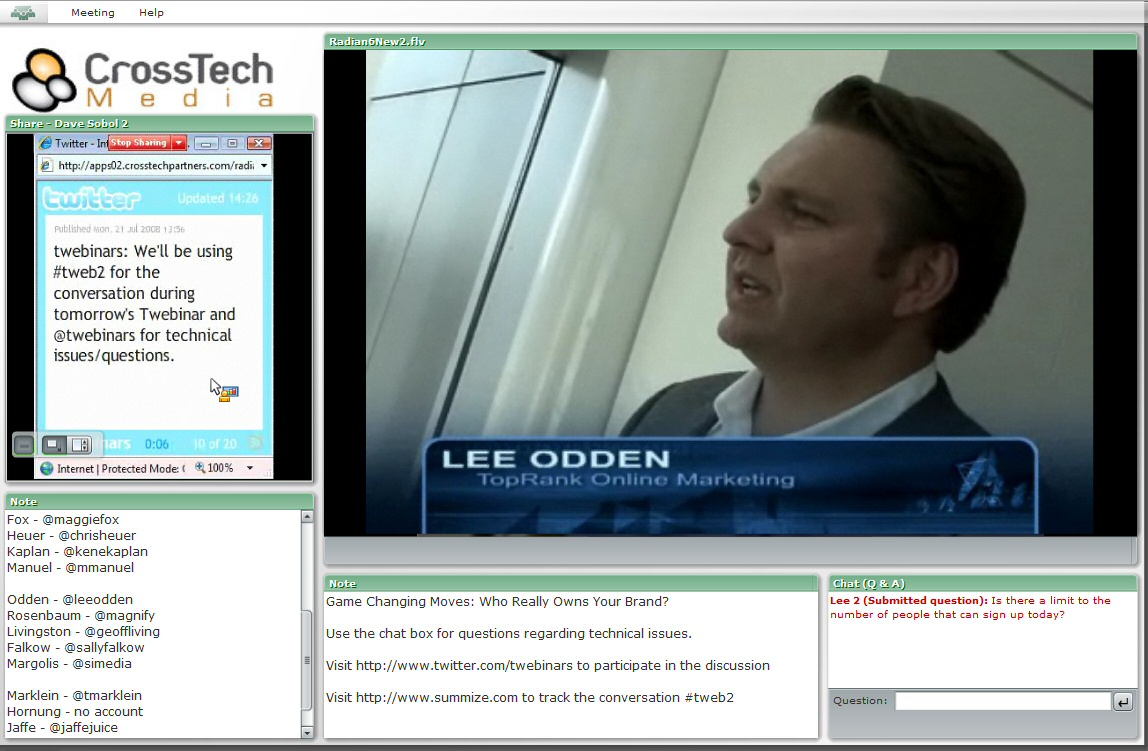
Captura de pantalla durante un webinario.

Webinario (en inglés webinar) es un neologismo obtenido al asociar las palabras Web y seminario, y que designa todas las formas de reuniones interactivas del tipo seminario, que en forma total o parcial incluyen la realización de sesiones no presenciales vía Internet, y que generalmente se orientan al trabajo colaborativo o a la enseñanza a distancia.
El webinario es uno de los desarrollos del llamado Web 2.0, y puede ser considerado como una de las variantes posibles de las conferencias en línea (con la diferencia de que el webinario siempre es interactivo). Los webinarios corrientemente se desarrollan en relación con cuestiones políticas, militares, comerciales, formativas, y/o de interés general, y el acceso a esta actividad por parte de los participantes puede ser gratuita o con costo, libre o de inscripción condicionada. 
Un webinario puede tener previsto el uso de herramientas o sistemas especiales que brinden comodidades para la mejor interacción a distancia y/o el mejor ordenamiento en cuanto a la participación diferenciada tanto de los conferencistas como de quienes deseen escucharlos o interrogarlos; una lista no completa de estas herramientas o de estos sistemas especiales es la siguiente:
- Videoconferencia;
- Diaporama;
- Mapa mental o mapa heurístico;
- Mensajería instantánea;
- Wiki u otros tipos de plataformas colaborativas o de sistemas para compartir datos;
- Aprendizaje semipresencial;
- Moodle;
- MOOC.

Ciertos dispositivos del entorno de un webinario pueden permitir la captación de imágenes y registros de audio, lo que posibilitaría el uso ulterior de esos multimedia en algún sitio web, en un reservorio de multimedias, o en algún sistema podcast.
El auditorio de los participantes a distancia debería tener la posibilidad tanto de escuchar y de ver imágenes, como de plantear preguntas o comentarios generales, casi de la misma manera como si todos se encontraran en forma presencial en el mismo lugar físico que los expositores principales. Si el auditorio fuera excesivamente numeroso y/o se admitiera el uso de varias lenguas, determinados asistentes podrían traducir y/o sintetizar y resumir las distintas propuestas, o bien separar preguntas y aportes de los participantes por temática tratada, como una forma de que las sesiones se desarrollen de una manera provechosa para todos.
El neologismo webinario está directamente relacionado con el término en inglés webinar y el término en francés webinaire. En español, otros términos sinónimos o muy próximos de este concepto, son los siguientes: e-seminario; seminario electrónico; seminario en línea.